# Acantholimnophila
Genre
Acantholimnophila est un genre d'insectes diptères nématocères de la famille des Limoniidae.

## Liste des espèces
Selon BioLib (29 juin 2025) :
- Acantholimnophila bispina (Alexander, 1922)
- Acantholimnophila maorica (Alexander, 1922)